# Denis Odoi
Denis Odoi (ur. 27 maja 1988 w Leuven) – ghańsko-belgijski piłkarz, występujący na pozycji obrońcy w belgijskim klubie Royal Antwerp oraz w reprezentacji Ghany. Uczestnik Mistrzostw Świata 2022 oraz Pucharu Narodów Afryki 2023.